# Касба Алжиру
Касба (араб. قصبة) — цитадель в старій частині міста Алжир. У загальнішому плані, касба є стінами цитаделі багатьох північноафриканських міст і селищ.

## Історія
Касба була побудована на руїнах стародавнього фінікійського міста Ікосіум (араб. إكوزيوم). Це було місто середніх розмірів, побудоване на пагорбі. Місто було поділено на дві частини: верхню і нижню. У Середньовіччя Касба була оплотом середземноморських піратів. До початку XVII століття в місті перебувало 25000 рабів. Серед них був капітан іспанського королівського флоту Мігель де Сервантес Сааведра — майбутній автор роману «Дон Кіхота».
Під час алжирської боротьби за незалежність (1954—1962) в Касбі розташовувався центр Фронту національного визволення (ФНВ). Для протидії борцям за незалежність Алжиру французи були змушені зосередити свої сили на Касбі.
Із 1992 р. Касба була включена до списку об'єктів світової спадщини ЮНЕСКО.

## Галерея

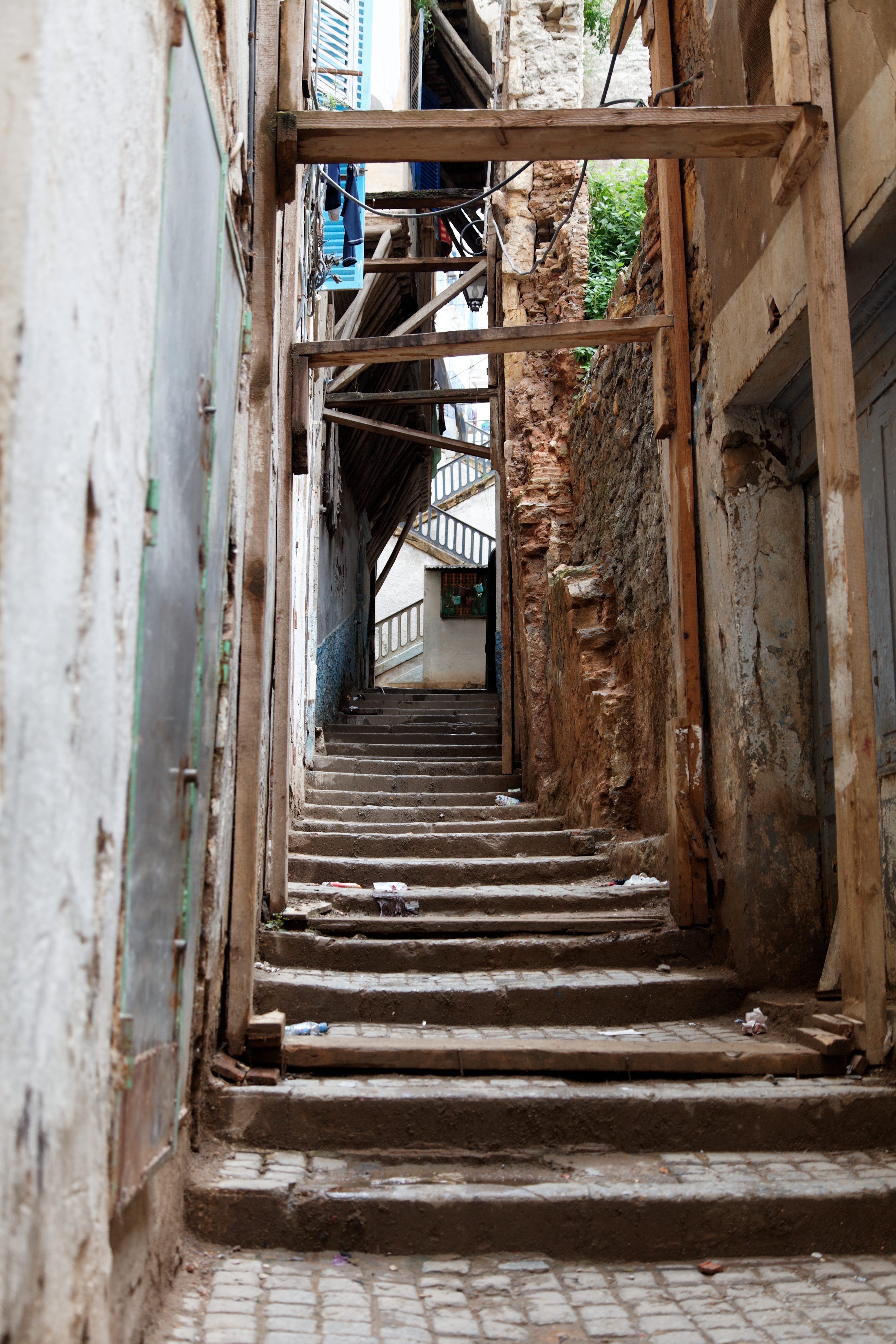
Вузькі вулиці
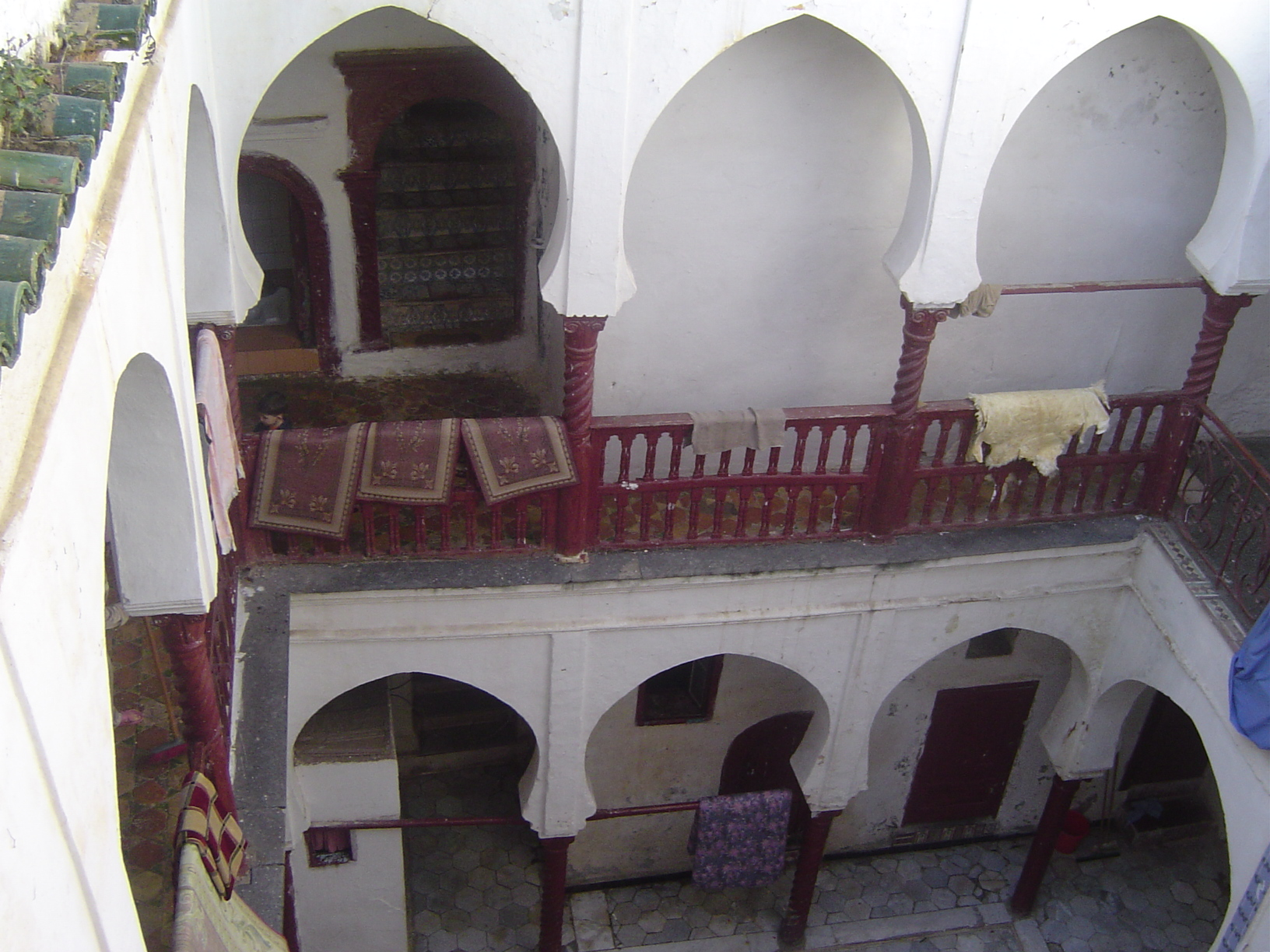
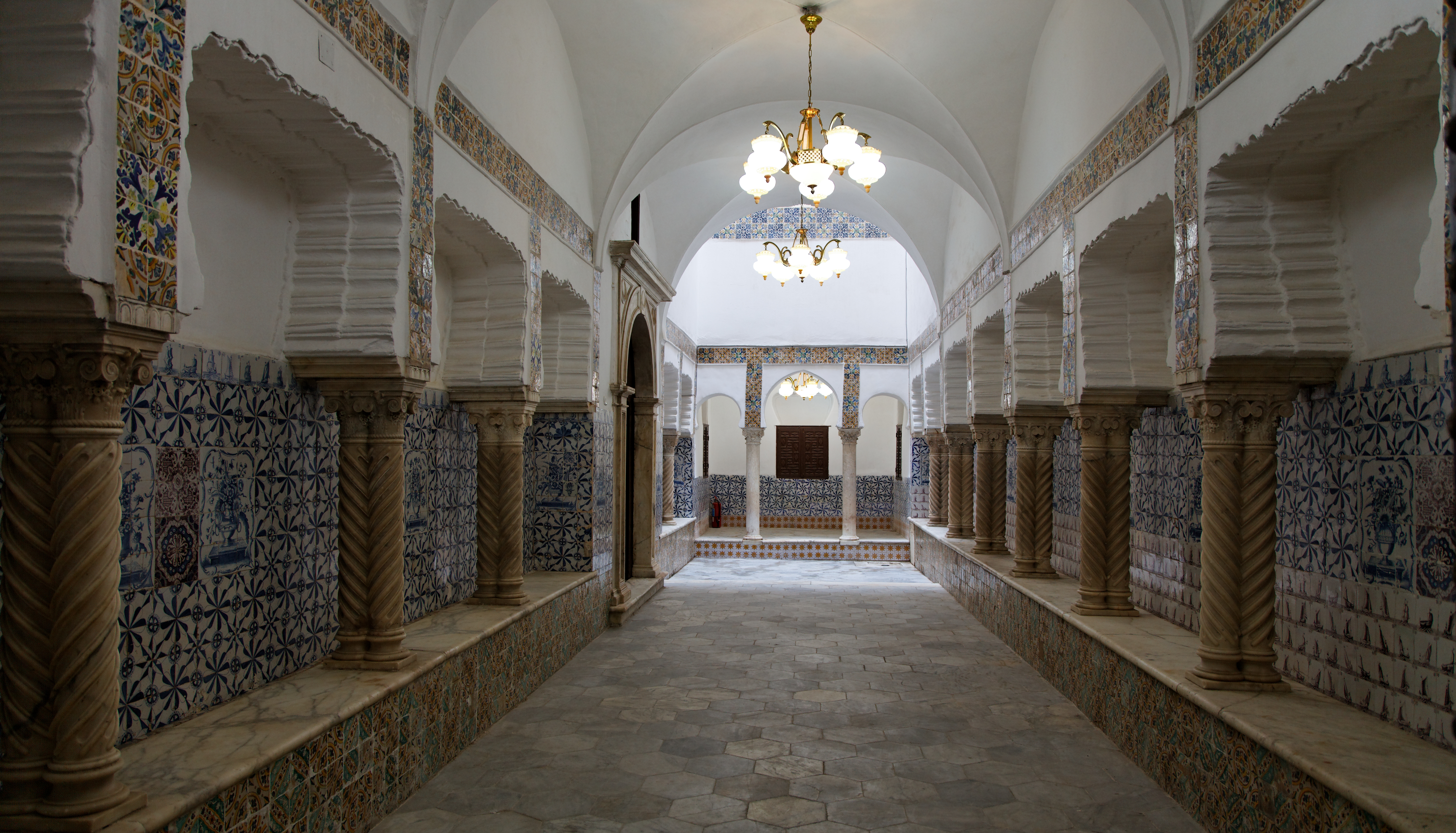
Хаммам
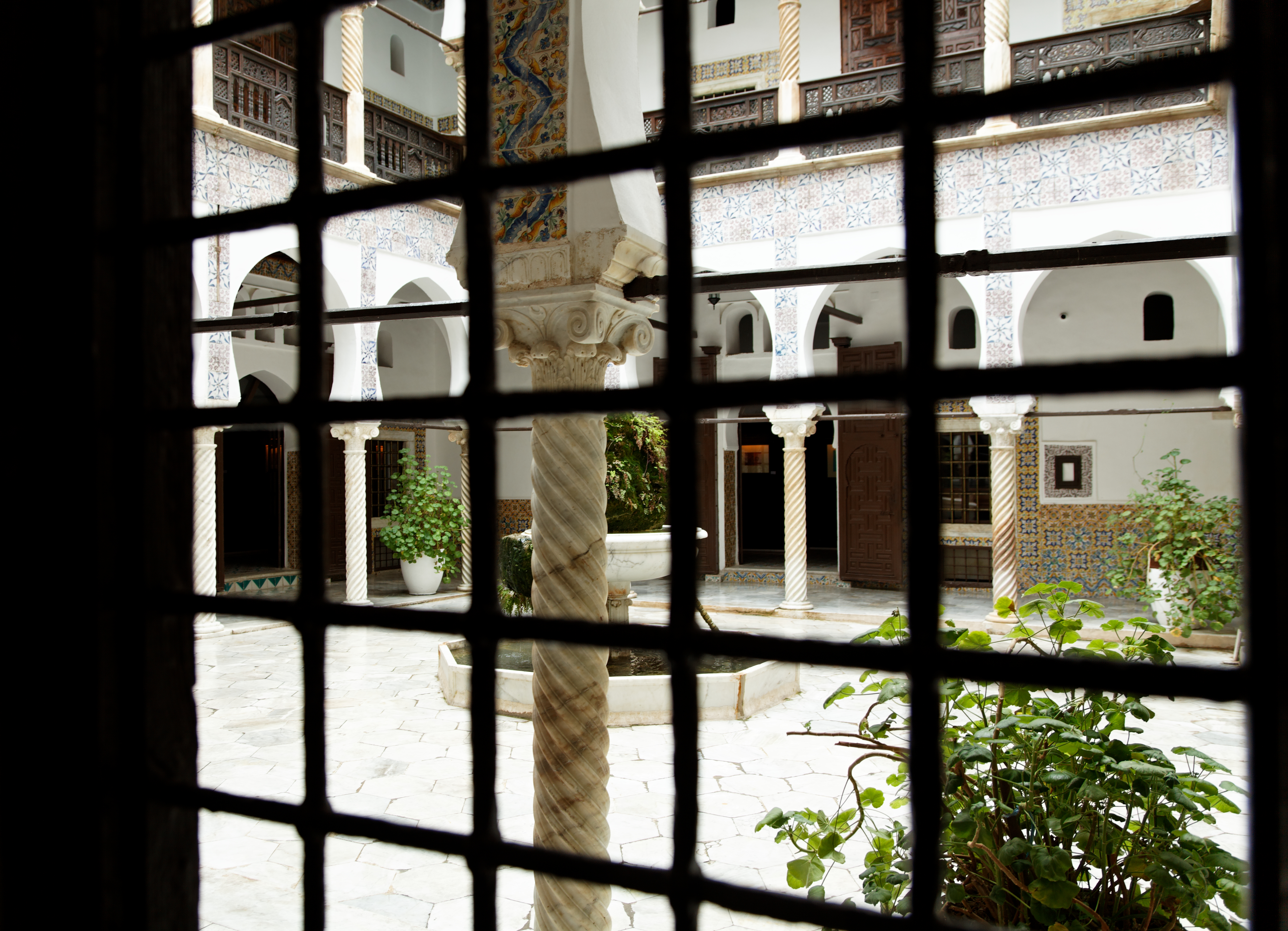
Внутрішня архітектура
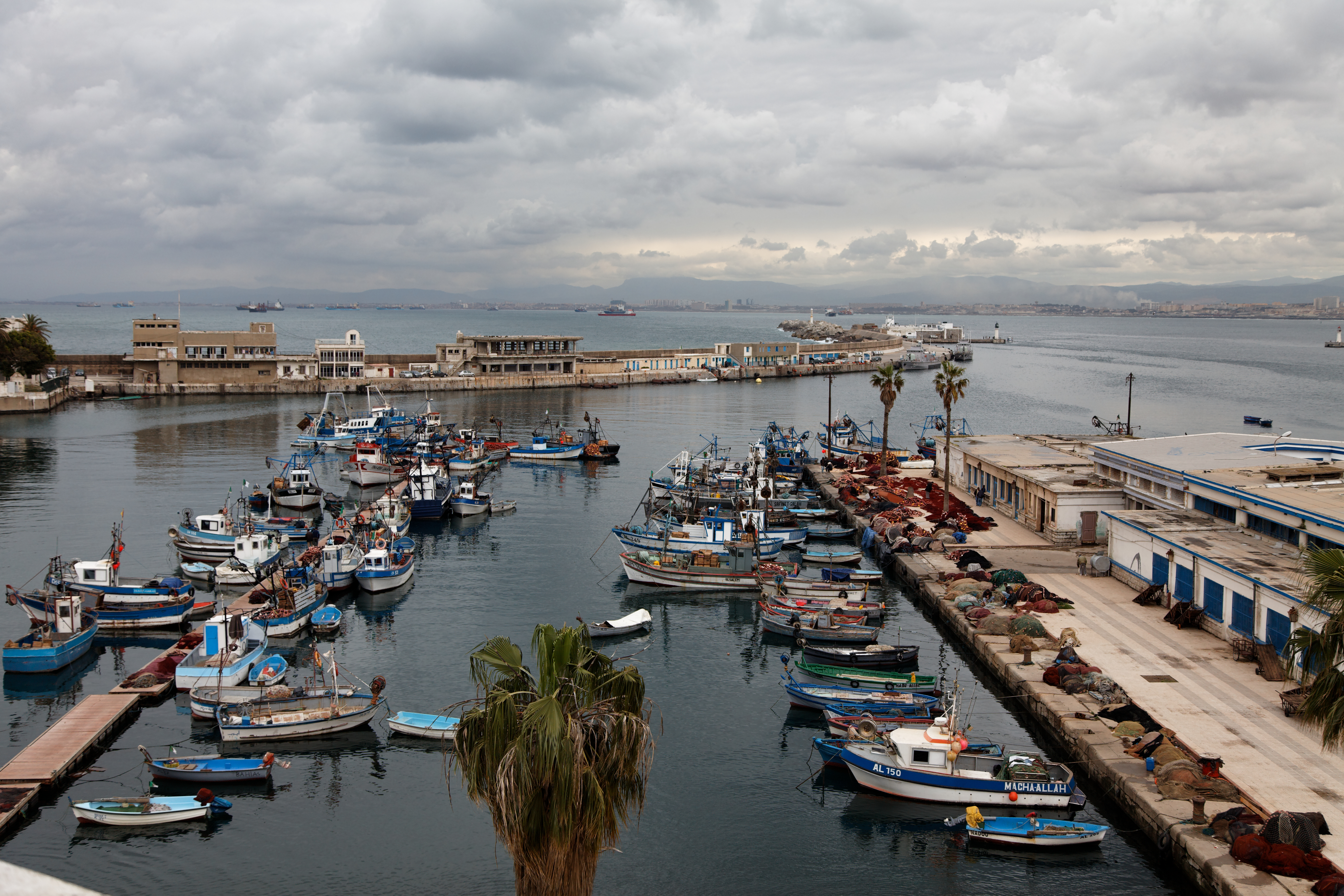
Рибний порт